# Acanthonevroides nigriventris
Acanthonevroides nigriventris är en tvåvingeart som först beskrevs av Malloch 1939.  Acanthonevroides nigriventris ingår i släktet Acanthonevroides och familjen borrflugor. Inga underarter finns listade i Catalogue of Life.